# Murphy Cooper
Murphy Cooper est un influenceur web, artiste contextuel, chroniqueur et surcycleur québécois originaire de Pointe-Calumet. Actif sur la toile depuis 1997 sous plusieurs pseudonymes, il est reconnu comme un des précurseurs de la scène web underground du Québec,.

## Biographie
Inspiré par les premières expériences de chat en ligne sur AOL Instant Messenger, notamment provenant des lutteurs de la World Wrestling Federation (WWF), Cooper se procure son premier ordinateur en 1997, là où il développe son personnage de DJ Mullet. Il acquiert une popularité grandissante dès 2001, notamment pour ses pièces musicales hip-hop satiriques,, ainsi que ses chroniques sur les ondes de CIMI-FM.
Parallèlement, il co-fonde la plateforme en ligne hiphopfranco.com, un forum de discussion sur la scène du hip-hop québécois. Considérée comme une « référence pour le rap québécois », la plateforme est active de 2002 à 2018.
Dès 2010, Cooper crée le personnage Le Détesteur, chroniqueur et blogueur acerbe. Il se fait une réputation grâce à ces chroniques sur son blog personnel, sur Twitter, ainsi que sur le mensuel culturel Nightlife.ca. En tant que chroniqueur, Murphy Cooper se pose comme critique des discours antiféministes, du mépris de la pauvreté, du racisme, de la culture du viol et de la culture de l'annulation,.
Désormais reconnu sous le pseudonyme de Murphy Cooper, celui-ci acquiert une véritable réputation grâce à des vidéos virales s'inspirant de l'art contextuel, où il se met en scène dans la ville de Montréal, cherchant à se faire reconnaître par le public à travers une technique qu’il surnomme « connuage ». Influencé par la création de mode et le surcyclage, Cooper débute, en 2019, la création de vêtements excentriques qu'il met en scène, par le « connuage » devant caméra, généralement au Centre-ville de Montréal,,. Ses vidéos accumulent plus 8 millions de J'aime sur la plateforme TikTok.